# Reggenza di Siak
La reggenza di Siak (in lingua indonesiana: Kabupaten Siak) è una reggenza dell'Indonesia, situata nella provincia di Riau.